# Crosskeya longicornis
Crosskeya longicornis är en tvåvingeart som beskrevs av Hiroshi Shima och Chao 1988. Crosskeya longicornis ingår i släktet Crosskeya och familjen parasitflugor.
Artens utbredningsområde är Thailand. Inga underarter finns listade i Catalogue of Life.